# Sojuz MS-07
Sojuz MS-07 (ryska: Союз МС-07) var en flygning i det ryska rymdprogrammet, till Internationella rymdstationen (ISS). Farkosten sköts upp med en Sojuz-FG-raket, från Kosmodromen i Bajkonur den 17 december 2017. Farkosten dockade med rymdstationens Rassvet-modul, den 19 december 2017.
Flygningen transporterar Anton Sjkaplerov, Scott D. Tingle och Norishige Kanai till och från rymdstationen. Alla tre var del av Expedition 54 och 55.
Farkosten lämnade rymdstationen den 3 juni 2018. Några timmar senare återinträdde den i jordens atmosfär och landade i Kazakstan.
I och med att farkosten lämnade rymdstationen så var Expedition 55 avslutad.

## Besättning
| Befälhavare    | Anton Sjkaplerov, RSA Hans tredje rymdfärd Expedition 54 / 55 |
| Flygingenjör 1 | Scott D. Tingle, NASA Hans första rymdfärd Expedition 54 / 55 |
| Flygingenjör 2 | Norishige Kanai, NASA Hans första rymdfärd Expedition 54 / 55 |

## Reservbesättning
| Befälhavare    | Sergej Prokopyev, RSA         |
| Flygingenjör 1 | Alexander Gerst, ESA          |
| Flygingenjör 2 | Serena Auñón-Chancellor, NASA |